# Hamid Ismaïlov
Pour les articles homonymes, voir Ismaïlov.
Hamid Ismaïlov (né en 1954 à Tokmok au Kirghizistan) est un écrivain ouzbek.
Il a été expulsé d'Ouzbékistan en 1994 pour ses « inacceptables tendances démocratiques ». Il a ensuite habité en Russie, en France, en Allemagne, avant de s'installer à Londres avec sa famille où il dirige le service de l'Asie centrale à la BBC. Il écrit en ouzbek et en russe.

## Ouvrages
- Le Vagabond flamboyant. Anecdotes et poèmes soufis « Diwan », Paris, Gallimard, coll. « Connaissance de l'Orient », 1993  (ISBN 2-07-073602-4)
- Contes du chemin de fer «  Železmaâ doroga », trad. de Luba Jurgenson et Anne Coldefy-Faucard, Paris, Éditions Sabine Wespieser , 2009  (ISBN 978-2-84805-076-8)
- Anthologie de la poésie d'Ouzbékistan (deux tomes), trad. d’Hamid Ismaïlov et Jean-Pierre Balpe, avec l'aide de Pahlavon Turgunov, Azam Obidov et Sirojiddin Tolibov, Paris, Éditions du Sandre, 2008  (ISBN 978-2-914958-87-5 et 978-2-914958-87-5)
- Dans les eaux du lac interdit, trad. d’Héloïse Esquié, Paris, Denoël, 2015  (ISBN 978-2-207-12592-2)
- Manastchi (extrait), trad. Nazir Djouyandov et FIlip Noubel, dans Jentayu, no  5, Éditions Jentayu, 2017  (ISBN 979-10-96165-01-8)
- La Danse des démons (extrait), trad. Nazir Djouyandov et FIlip Noubel, dans Jentayu, no  9, Éditions Jentayu, 2019  (ISBN 979-10-96165-13-1).